# Pisto (Salsa)
La salsa pisto o pistou (Provençal: pisto (occità clàssic), Mistralencː pistou) és una salsa provençal freda feta de cloves d'all, alfàbrega fresca, i oli d'oliva. És similar a la salsa pesto típica de la Ligúria, tot i que sense formatge. Algunes versions modernes de la recepta inclouen formatges durs.

## Etimologia i història
En el dialecte provençal de l'occità, pisto significa "batut".
La salsa és semblant al pesto genovès, el qual és tradicionalment fet d'all, alfàbrega, pinyons, formatge pecorino ratllat de Sardenya, i oli d'oliva, aixafats i barrejats junts amb un morter. La diferència clau entre el pisto i el pesto és l'absència de formatge en el primer.

## Ús

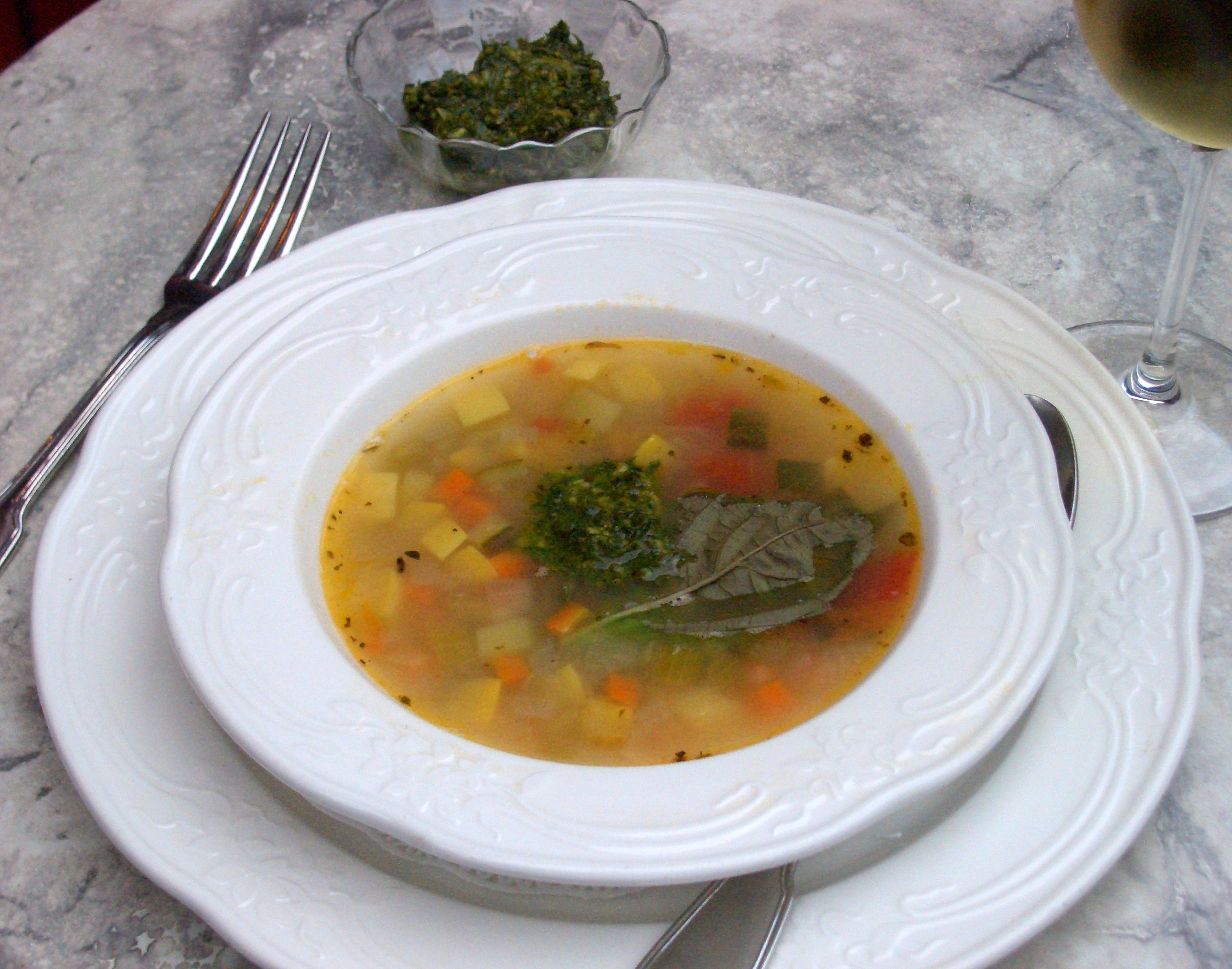
Sopa al pisto

El pisto és un condiment típic de la cuina provençal, sovint associat amb el plat sopa al pisto, similar a la sopa minestrone, que pot incloure mongetes blanques, mongetes verdes, tomàquets, patates i pasta. El pisto s'incorpora només abans de servir la sopa.
En algunes regions es fan servir formatges dur de llet d'ovella. A Niça, s'utilitza el Gruyère. Els formatges "filamentats" no s'utilitzen car fonen en fills llargs dins de líquids calents (com la sopa de pisto).